# Марковский сельский совет (Белопольский район)
Марковский сельский совет (укр. Марківська сільська рада) — входит в состав
Белопольского района
Сумской области
Украины.
Административный центр сельского совета находится в 
с. Марковка
.

## Населённые пункты совета
- с. Марковка
- с. Перше Травня
- с. Рудка

## Ликвидированные населённые пункты совета
- с. Кобзари